# Валентин Попов
Валентин Попов – Вотан е български писател. Пише в жанровете хорър, научна фантастика, фентъзи, трилър, криминале и мистерия.

## Биография
Роден е на 8 ноември 1979 г. в град Плевен. Завършва СОУ „Христо Смирненски“ и „Специална педагогика“ в СУ „Св. Климент Охридски“. След дипломирането си работи по специалността около пет години, после навлиза в сферата на туризма. От края на 2020 година започва работа в сферата на уеб и графичен дизайн, дигитален маркетинг и издателска дейност.
Член е на сдружението на българските хорър писатели „Lazarus“ от създаването му до 2 януари 2019 г.
Член на Съюза на българските независими писатели (СБНП) от 4 юни 2018 г.
Редактор на е-вестник „Отвъд кориците“ до декември 2019. След напускането му основава свое електронно списание „ЛитДизайн“ към издателство си „ЛитДизайн“ (2020 г).

## Награди
- Лауреат на Национален литературен конкурс „Атанас Липчев“ (2016 г.), организиран от Сдружение на писателите – Варна, за разказа „Ангелите нямат крила“.
- Отличен е с наградата „Най-добро перо“ (2017 г.) в конкурса „Под върха II“ на Софийски планински клуб.
- Отличен е с една от петте равностойни награди на Втория национален конкурс за драматичен женски образ „Албена“ (2017 г.).
- Печели специална награда за разказа „Рибоглавец“ в конкурса „Морето“ (2017 г.) на сдружение „Лумен“.
- Разказът му „Девширме време“ е отличен с втора награда в категория „История и традиции“ на конкурса „Изящното перо“ (2017 г.), организиран от Салон за българска култура и духовност.
- Разказът му „Апликация“ печели втора награда в четвъртия конкурс за литературен текст „Лист“ (2017 г.), организиран от СНЦ „Пътуващите книги на Стара Загора“.
- Разказът му „Сивотина“ печели трета награда в 47-ия конкурс „Етрополска литературно-музикална зима 2018“ в категория проза – възрастни.
- Поощрителна награда от списание „9 месеца“ в конкурса „Лабиринт на любовта“ (2018) за разказа „Василиса Прекрасна“.
- Поощрителна награда от в. „Лечител“ в конкурса за разказ на здравна тема (2018) за разказа „За гълъбите и умирането“.
- Втора награда в категория „проза“ на сдружение „Лумен“ в конкурса „Морето-2018“ за разказа „Диханието на морето“
- Първа награда в конкурса на КДК „Нов живец“ – „Пътят към Итака“ 2018 за разказа „Итака“ и номинация за разказа „Ализее“
- Първа награда в Третия национален конкурс за драматичен женски образ „Албена“ (2019 г.) за разказа „Ева.891“
- Награда на журито от Националния конкурс за къс разказ „Мостове“ (2019 г.) за разказа „Гардеробът“
- Награда 3-то място в поетичния конкурс „Песен до поета“ на литературен клуб и издателство „Многоточие“ (2019) за стихотворението „Танцът на перата“, писано в съавторство с Ив-Ана Драгомирова
- Отличие в конкурса „Охридски бисер на поезията“ 2020 г. за стихотворението „Край езерото“, Северна Македония.
- Награда в категория „Хубав стил на писане на поезия“ в конкурса „Гордана Коцева“ 2020, Северна Македония.
- Oтличие в категория „Поезия“ от конкурса „Новата модерност“ на сп. „Нова социална поезия“, България (2020)
- Специална награда на ДПК „Фортуна“ от четвъртия конкурс за къс разказ „Мостове“ за разказа „Последен грим за танц“, Русе (06.10.2020)
- Tрета награда в Международния литературен конкурс „Небесни меридиани“ в гр. Бен Ям, Израел (15.04.2021)
- Финалист ТОП 50 в международния поетичен конкурс „Mili Dueli“, Босна и Херцаговина, (2022)
- Втора награда в международния конкурс „Небесни меридиани“, раздел проза (24.05.2023)
- Втора награда в международния конкурс "Небесни меридиани", раздел проза (14.06.2024)
- Лауреат (специална награда) в юбилейното Х издание на Национален литературен конкурс „Атанас Липчев“ (2024 г.), организиран от Сдружение на писателите – Варна, за разказа „Оцеляване“.

### Авторски произведения

#### Сборници с разкази
- „Нощта срещу ноември“ (Gaiana, 2014)
- „Пепел от мрак“ (Gaiana, 2015)
- „Брод през световете“ (Монт, 2016)
- „Ангелите нямат криле“ (Gaiana, 2017)
- „26 истории“ (Gaiana, 2019)

#### Публикации
- „Кучешката дупка“ (разказ) – сп. „Дракус“, бр.4/2013.
- „Нощта срещу 1 ноември“ (разказ) – сп. „Дракус“, бр.2/2014
- „Дневникът на един луд“ (разказ) – антологията „Вдъхновени от краля“ (Gaiana, 2014)
- „Весела Коледа“ (разказ) – ел. сп. „Сборище на трубадури“, декември 2014
- „Музиката на цветята“ (разказ) – ел. сп. „Сборище на трубадури“, септември 2015
- „Когато се събуди в деня на смъртта си“ (разказ) – антологията „451 градуса по Бредбъри“ (Gaiana, 2015)
- „Топли, кафяви очи“ (разказ) – ел. сп. „Молив“, бр.1/2016
- „Господаря на болката“ (разказ) – антологията „Писъци“ (Gaiana, 2016)
- „Дървото на дядо“ (разказ) – антологията „Детство“ (Изток-Запад, 2016)
- „Starlight“ (разказ) – сп. „Дракус“, специален англоезичен брой, септември 2016
- „Огнената бездна“ (разказ) – антологията „По крилете на гарвана“ (Gaiana, 2016)
- „Влакът“ (разказ) – в. „Форум – Север“, бр.4/2017
- „Тебешир“ (разказ) – в. „Форум – Север“, бр.5/2017
- „Чаят на госпожа Бърнс“ (разказ) – в. „Форум – Север“, бр.6/2017
- „Рапсодия за мрака и светлината“ (разказ в съавторство с Полина Лъвчиева) – антологията „Мечове във времето“ (Gaiana, 2016)
- „В мрака на утрешния ден“ (разказ) – сборника „Морето в разкази и стихове“ (Авиана Бургас, 2017)
- „Морето е черно“ (стихотворение) – сборника „Морето в разкази и стихове“ (Авиана Бургас, 2017)
- Зелените цифри“ (разказ) – сп. „Тера Фантастика“, бр.16/2017
- „Пеперудите и Лайла“ (разказ) – антология „Албена“ (Световит, 2017)
- „Ритуалът“ (разказ) – антологията „Вой“ (Gaiana, 2017)
- „Червената роза“ (разказ) – ел. в. „Отвъд кориците“, бр.2/2017
- „Майка“ (разказ) – ел. в. „Отвъд кориците“, бр.4/2017
- „Убежище“ (разказ) – ел. сп. „Сборище на трубадури“, януари 2018
- „Пеперудите и Лейла“ (разказ) – ел. в „Нова Асоциална Поезия“, 12.03.2018
- „Художникът и есента“ (разказ) – ел. в. „Отвъд кориците“, бр.6/2018
- „Тебешир“ (разказ) – ел. в „Нова Асоциална Поезия“, 09.05.2018
- „Кристално лице“ (разказ) ел. в „Нова Асоциална Поезия“, 12.04.2018
- „Истории от автобуса. Майка.“ (разказ) – антологията „Отвъд кориците. Година първа“[2]
- „Девширме време“ (разказ) – в том 1 „Изящно перо 2017“ от Салон за българска култура и духовност, септември 2018;
- „Твоето желание е и мое“ (разказ), 1 част – в ел. в. „Отвъд кориците“, бр.10/2018;
- „Eдин от нас споделя“ (интервю), издателство „Либра Скорп“, септември 2018 г.;
- „Миг от вечност“ (разказ), „Първи контакт“, сборник с фантастични разкази от конкурса на клуб „Стругацки“, септември 2018;
- „Лабиринт на любовта“, сборник с разкази от сп. „9 месеца“, декември 2018 г.;
- „Пеперудите и Лайла“ (разказ) – ел.вестник „Литературен свят“, юни 2019 г.;
- „Ева.891“ (разказ) – ел. вестник „Литературен свят“, юни 2019 г.;
- „Обич“/ „Querer“ – стихотворение публикувано в българо-испанското издание „Пъстър свят“/ „Mundo de colores“ – стихове и картини, юли 2019 г.;
- „По дяволите! Накъде отива този свят!“ (разказ) – публикуван в „Сайтът на Русе – Културен гид на Русе“, октомври 2019 г.;
- „Ева.891“ (разказ) – антология „Албена“ (Световит, 2020 г.);
- „Скитникът“ (разказ) – включен в антологията „Шах и мат“ („Многоточие“, март 2020 г.);
- „Няма връщане назад“ (разказ) – издаден в брой пролет-лято на сп. „Дракус“, (Gaina, март 2020);
- Стихотворения в БРОЙ ХХІІІ (ЮЛИ, ИЗВЪНРЕДЕН) на сп. Нова социална поезия (юли 2020);
- „Гардеробър“ (разказ) – включен в антологията „Тайните на прашния гардероб“ („Тюрзис“, септември 2020);
- „Детството на нощта“ (разказ) – публикуван в бр. 38/ май 2022 на сп. „Нова Асоциална Поезия“;
- Публикация в юбилейния сборник по случай 30 години Съюз на българските независими писатели (2020);
- Разказът „Почукването“ е включен в италианската хорър антология „Racconti Horror“, volume 2 (2023), преводач: Контадин Кременски;
- Разказът "Прериен танц" е включен в сборника "Приказки за страшна нощ" от "Колекция Дракус" 33, издателство Gaiana Book&Art studio. Съставител: Елена Павлова (2023);
- Разказът "Ястребова нощ" е включен в италинаската хорър антология „Racconti Horror“, volume 2 (2024), преводач: Контадин Кременски;
- Кратък разказ от 10 думи е публикуван в сборника "SCRIVVI UN RACCONTO di dieci parole" на издателство IVVI (2024);
- Приказката "Коледна история за Непослушково" е публикувана в благотворителния сборник "Истории края на декември" (2024);